# Tirista argentifrons
Tirista argentifrons är en fjärilsart som beskrevs av Walker 1864. Tirista argentifrons ingår i släktet Tirista och familjen glasvingar. Inga underarter finns listade i Catalogue of Life.